# Брандон (Манитоба)
Брандон (англ. Brandon) — город в юго-западной части провинции Манитоба в Канаде, в 215 км на запад от Виннипега, и недалеко от границы с США, около 100 км.
Возник как железнодорожный узел Канадской тихоокеанской железной дороги на реке Ассинибойн.
Брандон — второй по величине город в Манитобе после Виннипега. В городе развита обрабатывающая промышленность и другие службы и отрасли, связанные с сельским хозяйством территорий, центром которых является Брандон. В городе существует Брандонский университет и Общественный колледж Ассинибойн. Канадский военный корабль HMCS Brandon был назван в честь города.
27 октября 2010 года в Брандоне прошли очередные муниципальные выборы, на которым мэром впервые была избрана женщина — Шари Дектер Херст, а предыдущий мэр Дейв Бёрджесс потерпел поражение.

## Население
По состоянию на 2006 год в Брандоне жило 41 511 человек, в том числе 47,4 % мужчины и 52,6 % — женщины. Средний возраст жителей 37 лет.

## Климат
Климат в городе Брандон относится к умеренно-холодному. Значительное количество осадков, даже в засушливые месяцы часто идёт дождь. По классификации климатов Кёппена — влажный континентальный климат с тёплым летом (индекс Dfb). Средняя температура за год — 2.2 °C, выпадает около 461 мм осадков в год.
| Показатель                    | Янв.  | Фев.  | Март | Апр. | Май  | Июнь | Июль | Авг. | Сен. | Окт. | Нояб. | Дек.  | Год  |
| ----------------------------- | ----- | ----- | ---- | ---- | ---- | ---- | ---- | ---- | ---- | ---- | ----- | ----- | ---- |
| Средний суточный максимум, °C | −12,5 | −8,3  | −1,2 | 10,2 | 18,9 | 23,8 | 26,6 | 25,4 | 18,7 | 11,8 | −0,2  | −8,9  | 8,7  |
| Средняя температура, °C       | −18,3 | −14,4 | −7,1 | 3,7  | 11,4 | 16,5 | 19,2 | 17,9 | 11,7 | 5,4  | −5,1  | −14,2 | 2,2  |
| Средний суточный минимум, °C  | −24   | −20,5 | −13  | −2,8 | 3,9  | 9,3  | 11,9 | 10,5 | 4,8  | −0,9 | −10   | −19,5 | −4,2 |
| Норма осадков, мм             | 19    | 18    | 22   | 34   | 48   | 73   | 70   | 68   | 49   | 25   | 16    | 19    | 461  |